# Santa Rosa de Negrete
Santa Rosa de Negrete är en ort i Mexiko.   Den ligger i kommunen Abasolo och delstaten Guanajuato, i den centrala delen av landet, 280 km nordväst om huvudstaden Mexico City. Santa Rosa de Negrete ligger 1 698 meter över havet och antalet invånare är 221.
Terrängen runt Santa Rosa de Negrete är huvudsakligen platt, men norrut är den kuperad. Runt Santa Rosa de Negrete är det tätbefolkat, med 369 invånare per kvadratkilometer. Närmaste större samhälle är Irapuato, 19,4 km öster om Santa Rosa de Negrete. Trakten runt Santa Rosa de Negrete består till största delen av jordbruksmark.